# Недогарки (Кременчугский район)
Недогарки (укр. Недогарки) — село,
Недогарковский сельский совет,
Кременчугский район,
Полтавская область,
Украина.
Код КОАТУУ — 5322482801. Население по переписи 2001 года составляло 1738 человек.
Является административным центром Недогарковского сельского совета, в который, кроме того, входят сёла
Пановка,
Пащеновка и
Ракитно-Доновка.

## Географическое положение
Село Недогарки находится у плотины Кременчугского водохранилища на левом берегу реки Днепр,
выше по течению на расстоянии в 3 км расположено село Максимовка.
К селу примыкает небольшой лесной массив (сосна).
Рядом проходят автомобильные дороги Н-08, Т-1703 и
железная дорога, станция Платформа 7 км.

## История
- 1729 — первое упоминание как о хуторе Недогарки Власовской сотни Миргородского полка

- Есть на карте 1800 года как Недогорки[2].

- В 1911 году в селе Недогарки была Троицкая церковь, земская и церковно-приходская школы и жило 2464 человека.[3]
- В 1862 году в селе владельческом и казачем  Недогарки  была церковь православная и 385 дворов где жило 2845 человек.[4]

## Экономика
- Молочно-товарная ферма, планируется строительство свино-товарной фермы.
- ООО «Искра».
- ЧП «Днепровские зори».

## Объекты социальной сферы
- Школа.
- Детский сад.
- Амбулатория.
- Клуб.

## Транспорт
- Около села Недогарки находится небольшой аэродром.
- Автобусное сообщение Кременчуг-Недогарки, маршрут № 226.
- В селе находится ж/д станция Платформа 7 км, которая является конечной поезда Бурты-Недогарки

## Религия
- Свято-Архангело-Михайловский храм.

## Достопримечательности
- Братская могила советских воинов.